# 포모르

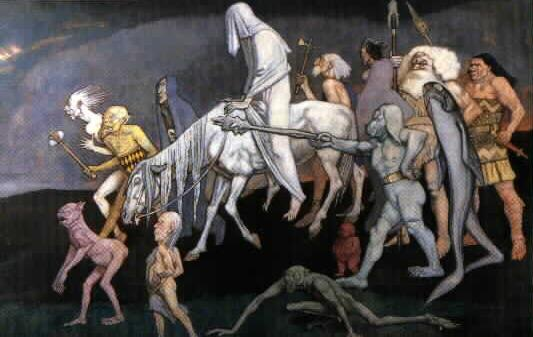

포모르(고대 아일랜드어: Fomhoire, 중세 아일랜드어: Fomóraiġ, 아일랜드어: Fomoré, 영어: Fomorians 포모리안[*])는 아일랜드 신화에 등장하는 신적 존재들이다. 인간 문명을 대변하는 신족인 투어허 데 다넌과 대조되는 혼돈과 야생의 자연을 대변하는 것으로 생각된다.  또는 켈트인들이 아일랜드에 정착하기 이전에 살았던 선주민족이 숭배했던 신으로 해석되기도 한다.
11세기 문헌인 《회갈색 암소의 서》에 따르면 인간의 몸에 염소의 머리가 달려 있다거나, 눈이 하나라거나, 팔이 하나라거나, 다리가 하나라거나 등 기형적인 존재로 묘사되었다. 다만 브레스의 아버지인 엘라하는 예외로 매우 아름다웠다고 한다. 브레스 역시 "아름다운 브레스"라는 이명을 가지고 있었다.

## 신화 대계
대홍수 이후 에린 땅에 처음 도래한 것은 파르홀론인들이었는데, 이들이 에린에 도래했을 때 이미 포모르가 있었다. 제프리 키팅에 의하면 포모르는 키홀 그리켄코스가 지도자였으며, 파르홀론이 도래하기 2백년 전에 먼저 에린에 도달했다고 한다. 파르홀론은 이하 들판 전투에서 키콜의 포모르를 물리쳤지만 역병이 돌아서 모두 죽고 만다.
그리고 나서 네메드인들이 에린에 도래했다. 파르홀론인들이 전멸한 이후 에린 땅은 30년 동안 무주공산이었다고 하는데, 네메드인들은 에린에 도래하자마자 포모르와 조우하게 되었다. 이 지점에서 키팅은 포모르가 아프리카에서 유래한 해상 민족이며 노아의 아들 함의 후예라는 또다른 전승을 소개한다. 네메드는 몇 차례의 전투 끝에 포모르의 왕인 간(Gann)과 센간(Sengann)을 죽였다. 그러나 코난드와 모르크가 포모르의 새로운 지도자가 되었다.
네메드인의 지도자인 네메드가 죽고 나서 코난드와 모르크는 네메드인들을 노예화하고, 그들의 자식과 곡식과 가축의 3분의 2를 바치도록 요구했다. 네메드의 아들 페르구스(Fergus)가 6만 명의 군사를 모아 반란을 일으켰고, 코난드의 탑을 파괴했으나, 모르크가 거대한 함대를 이끌고 반격해왔다. 이때 해일이 들이닥쳐 네메드인들은 모조리 죽고 배 한 척에 사람 30명만 살아남아 도망쳤다.
그 다음으로 에린에 도래한 것은 피르 볼그이나, 그들은 포모르와 조우하지 않았다.
그 다음 도래자들이 보통 아일랜드의 켈트 신족으로 생각되는 투어허 데 다넌이다. 그들은 제1차 투라 평원 전투에서 피르 볼그를 물리치고 에린을 차지하게 되었다. 그런데 데 다넌의 왕인 누아다는 전투에서 한쪽 팔을 잃어서 완벽한 존재가 아니게 되었고 왕위에서 물러났다. 그리고 데 다넌의 여신 에리우와 포모르의 공자 엘라하 사이에서 태어난 혼혈아 브레스가 왕이 되었다. 그러나 브레스는 폭군이 되어 투어허 데 다넌을 노예처럼 부리고 포모르에게 세금을 바쳤다. 카이르프레의 풍자로 인해 브레스가 왕위에서 쫓겨난 뒤, 은으로 만든 팔을 단 누아다가 왕위에 복귀했으나 포모르의 압제는 계속되었다.
퇴위당한 브레스는 아버지 엘라하에게로 갔고, 자기가 왕위를 되찾을 수 있게 도와달라고 요구했다. 그러나 엘라하는 거절했고, 이에 브레스는 토리(Tory) 섬의 포모르 수장 발로르에게 찾아갔다.
투어허 데 다넌은 새로운 지도자 루 라바다의 영도 아래 전쟁을 준비하기 시작했다. 루 역시 포모르와 데 다난의 혼혈으로, 아버지는 데 다난의 키안이었고 어머니는 발로르의 딸 에흐너였다. 키안과 에흐너 사이에서 루가 태어나게 된 경위는 그리스 신화의 페르세우스 이야기를 떠올리게 하는 극적인 이야기로 구성되어 있다. 발로르는 자신의 손자에게 죽게 될 것이라는 예언을 받고 에흐너를 유리 탑에 가두어 남자를 만날 수 없게 만들었다. 그런데 발로르가 키안의 암소를 훔쳐가자 키안은 보복으로 여자 드루이드 비로그의 도움으로 탑에 잠입해 에흐너를 임신시킨다. 에흐너는 세 쌍둥이를 낳았고, 발로르는 아이들을 물에 빠뜨려 죽이려 했다. 세 쌍둥이 중 하나는 익사하고 하나는 바다표범이 되었지만, 나머지 하나는 비로그가 구해냈으니 그 아이가 루다. 비로그는 루를 마난난과 탈추에게 주어 양아들로 삼게 했다. 장성한 루는 자신이 모든 종류의 기예에 통달했음을 보이면서 누아다의 궁성에 들어가게 되었고, 군대의 통솔을 맡게 되었다.
발로르가 영도하는 포모르와 루가 영도하는 데 다넌 사이에 제2차 투라 들판 전투가 벌어졌다. 발로르는 자신이 바라본 것을 즉사시킬 수 있는 사안(邪眼)의 능력으로 누아다를 죽였다. 외할아버지와 대면한 루는 발로르가 눈을 뜨려고 하는 순간 무릿매로 돌을 쏘았고, 돌에 맞은 발로르의 눈은 뒤통수로 뚫고 나가 포모르 진영의 한가운데에 떨어졌다. 발로르가 죽은 뒤 포모르는 패배했으며 바다 속으로 숨었다.
투어허 데 다넌과 포모르는 혈통적으로 매우 가까웠던 것으로 보인다. 전쟁의 신 네이트가 두 종족의 공통 조상이라고 한다.

## 얼스터 대계
《쿠 훌린의 훈련》에도 포모르가 등장한다.
그리고 이후에는 해적이나 해상 침입자들을 포모르라고 부르는 경우도 발견된다. 이 경우 포모르라는 말의 원래 의미는 잊혀진 것으로 보인다.

## 유명한 포모르
- 발로르
- 브레스
- 부어라네크
- 케흘렌
- 키홀 그리켄코스
- 코난드
- 코르브
- 엘라하
- 에흐너
- 테흐라

## 참고 자료
- "fomóir[깨진 링크(과거 내용 찾기)]", electronic Dictionary of the Irish Language. Retrieved 1 November 2009.
- Meyer, Kuno. Über die älteste irische Dichtung II. Rhythmische alliterierende reimlose Strophen. Abhandlungen der Königlich Preussischen Akademie der Wissenschaften. Berlin, 1914.
- Rhys, John. Lectures on the origin and growth of religion as illustrated by Celtic heathendom. London and Edinburgh, 1888. p. 490.
- Sjoestedt, Marie-Louise. Gods and Heroes of the Celts. London, 1949. Translation by Miles Dillon of Sjoestedt's Dieux et héros des Celtes. Paris, 1940.
- Stokes, Whitley. "The Second Battle of Moytura." Revue Celtique 12 (1891): 52–130, 306–08.
- Stokes, Whitley (ed. and tr.). "The Training of Cúchulainn." Revue Celtique 29 (1908).  pp. 109–47. Edition and translation available from CELT.
- Thurneysen, Rudolf. Die irische Helden- und Königsage bis zum siebzehnten Jahrhundert. 2 vols. Halle: Max Niemeyer, 1921.